# Gabriela Brimmer
Gabriela « Gaby » Raquel Brimmer Dlugacz (12 septembre 1947 - 2 janvier 2000) est une autrice, poète et militante pour le droit des personnes handicapées. Née avec une infirmité motrice cérébrale, son histoire est racontée dans le film Gaby.